# Kim Jin-ya
Kim Jin-ya, né le 30 juin 1998 Incheon en Corée du Sud, est un footballeur sud-coréen évoluant au poste d'arrière gauche avec le club du FC Séoul.

## Biographie

### Incheon United FC
Passé par la Daegun High School, Kim Jin-ya commence sa carrière professionnelle avec l'Incheon United FC, club de sa ville natale. Il joue son premier match avec l'équipe première à l'occasion d'une rencontre de K League 1 face au Jeonbuk Hyundai Motors, le 18 mars 2017. Il entre en jeu en cours de partie ce jour-là, et les deux équipes font match nul (0-0). Il s'impose comme titulaire en équipe première au cours de l'année 2018. Il inscrit son premier but en championnat le 5 mai 2018, face au Jeju United FC (défaite 1-2).

### FC Séoul
Le 4 décembre 2019, il est recruté par le FC Seoul en K League 1, qu'il rejoint au début de l'année 2020.

### En équipe nationale
Kin Jin-ya est sélectionné avec l'équipe de Corée du Sud des moins de 17 ans pour participer à la Coupe du monde des moins de 17 ans en 2015. Lors de cette compétition organisée au Chili, il joue quatre matchs. La Corée du Sud est éliminé en huitième de finale face à la Belgique.
Avec les moins de 19 ans, il joue notamment six matchs en 2016, dont cinq comme titulaire.
Avec les moins de 23 ans, il participe aux Jeux asiatiques de 2018. Lors de ces Jeux il joue sept matchs, tous en tant que titulaire. Il se met en évidence en inscrivant un but lors de la première rencontre face au Bahreïn. Les Sud-Coréens s'imposent en finale face au Japon.
Kim Jin-ya est retenu avec l'équipe olympique de Corée du Sud pour participer aux Jeux olympiques d'été de 2020, ayant lieu lors de l'été 2021.

## Palmarès
- Vainqueur des Jeux asiatiques de 2018 avec l'équipe de Corée du Sud des moins de 23 ans